# Мачете (фильм)
«Маче́те» (англ. Machete) — американский трэш-боевик режиссёров Роберта Родригеса и Этана Маникиса с Дэнни Трехо и Мишель Родригес в главных ролях. В фильме также задействованы Линдси Лохан, Джессика Альба, Дэрил Сабара, Стивен Сигал, Роберт Де Ниро, Джефф Фэйи, Чич Марин, Дон Джонсон и Том Савини. Фильм является развитием идеи фальшивого трейлера, снятого Родригесом для проекта «Грайндхаус», а также спин-оффом серии фильмов «Дети шпионов». Премьера картины в США состоялась 3 сентября 2010 года, прокатом фильма занималась студия 20th Century Fox.
В 2013 году вышло продолжение фильма — «Мачете убивает».

## Сюжет
В начале фильма мексиканский полицейский Изадор Кортес по прозвищу «Мачете» (отличается тем, что в качестве оружия использует мачете) со своим напарником намеревается освободить из плена заложницу наркобарона Рахельо Торреса. Девушка оказывается предательницей и предаёт Мачете Торресу. Торрес убивает жену и дочь Мачете на его глазах и сжигает дом.
Далее действие фильма переносится на 3 года вперёд. Женщина по имени Сартана Ривера (Джессика Альба), сотрудница полиции, ведёт слежку за продавщицей «тако» по имени Лус (Мишель Родригес). По её мнению, она заправляет организацией «Паутина», которая помогает иммигрантам из Мексики в США. Тем временем для убийства сенатора (Роберт Де Ниро) наниматель Бут (Джефф Фэйи) платит Мачете 150 тысяч долларов, которые тот отдаёт Лус для улучшения «Паутины». Бут подставляет исполнителя, самонадеянно рассчитывая, что Мачете — простой мелкий наркоторговец и исполнитель грязной работы. В реальности сенатор и Бут работают вместе, их цель — с помощью подставного покушения представить дело так, что мексиканцы несут угрозу американцам. В деле также оказывается замешан Торрес, на которого работает Бут. Униженный и раненый, Мачете решает отомстить организатору с помощью Лус, своего брата Падре (Чич Марин) и Сартаны Риверы, попутно убивая всех, так или иначе причастных к его подставе или преступной организации Бута. Из-за ссоры сенатор убивает Бута. В итоге всё сводится к битве на базе Вона (Дон Джонсон), техасского линчевателя. Лус убивает Вона. Мачете мстит за семью и убивает Торреса.

## В ролях
| Актёр                  | Роль                    |
| ---------------------- | ----------------------- |
| Дэнни Трехо            | Изадор Мачете Кортес    |
| Роберт Де Ниро         | сенатор Джон Маклафлин  |
| Джессика Альба         | Сартана Ривера          |
| Мишель Родригес        | Лус                     |
| Джефф Фэйи             | Майкл Бут               |
| Линдси Лохан           | Эйприл Бут              |
| Стивен Сигал           | Рохелио Торрес          |
| Дон Джонсон            | Вон Джексон             |
| Чич Марин              | Падре                   |
| Дэрил Сабара           | Хулио                   |
| Гилберт Трехо          | Хорхе                   |
| Шей Уигем              | Снайпер                 |
| Том Савини             | Осирис Аманпур          |
| Ара Сели               | репортёр                |
| Тито Ларрива           | Калебра Крусадо         |
| Феликс Сабатес         | доктор Феликс           |
| Элиз и Электра Авеллан | сёстры Мона и Лиза      |
| Марси Мэдисон          | сестра Файн             |
| Билли Блэр             | сообщник Джексона Билли |
| Фрэнк Коллисон         | телохранитель #1        |

## Создание
На South by Southwest Родригес объявил, что расширит свой трейлер до полнометражного фильма. В одном из своих интервью Родригес сказал:

В то время, когда я начал делать этот трейлер, как только мы начали показывать его людям, они сказали, что хотят посмотреть этот фильм! Даже Боб Вайнштейн сказал: «Я хочу посмотреть этот фильм». Так что я подумал, что нам тогда, возможно, стоит сделать его. Если зрители откликаются на то, что я думаю, то тогда, я думаю, они могут рассчитывать на то, что мы сделаем это.
Оригинальный текст (англ.)When I started doing the trailer and as soon as we started showing it to people they said we want to see this movie. Bob Weinstein even said that «I want to see that movie». So I thought we would probably make it then. If audiences respond to it the way I think they might then I think we’ll make it.

Тарантино также сказал:

По-любому, у Роберта уже где-то более 40 минут этого фильма только от трейлеров. Я дам ему ещё 6 дней, чтобы закончить его. Что мне в этом нравится, так это то, что существует blaxploitation-фильм, но в Америке до сих пор не было mexploitation-фильма. «Мачете» — определённо mexploitation-фильм.
Оригинальный текст (англ.)Robert pretty much has about 40 minutes of it anyway just from the trailers. True grind house I’ll give him 6 more days to finish it out. One of the things I love about it is well there is blaxploitation, but in America there wasn’t a mexploitation. «Machete» is definitely a mexploitation film.

По словам Родригеса, истоки фильма возвращаются к фильму «Отчаянный»:

Когда я встретился с Дэнни, я сказал: «Этот парень должен быть как мексиканский Жан-Клод Ван Дамм или Чарльз Бронсон, фильмы с которыми выпускаются каждый год, и его имя должно быть Мачете». Итак, я решил выбрать этот путь, пройдя по нему не сворачивая, до самого конца. Так что теперь я, конечно, хочу продвигаться и делать намеченное.
Оригинальный текст (англ.)When I met Danny, I said, «This guy should be like the Mexican Jean-Claude Van Damme or Charles Bronson, putting out a movie every year and his name should be Machete». So I decided to do that way back when, never got around to it until finally now. So now, of course, I want to keep going and do a feature.

В интервью журналу «Rolling Stone» Родригес сказал, что он написал сценарий фильма ещё в 1993 году, когда Трехо пробовался у него на роль в фильме «Отчаянный»:

Я записал эту его идею о федерале из Мексики, который нанимается, чтобы делать топорную работу в США. Я как-то слышал, что у ФБР или Управления по борьбе с наркотиками действительно есть такая практика: если при работе над трудновыполнимыми задачами они не хотят, чтобы их собственные агенты были убиты, они нанимают на эту работу агента из Мексики за 25 000 долларов. Я подумал: «Это будет Мачете. Он приехал сюда и занимается по-настоящему опасной работой за большие, для него, деньги, но для всех остальных здесь это — мелочь». Но я так никогда и не подступился к этому фильму.
Оригинальный текст (англ.)So I wrote him this idea of a federale from Mexico who gets hired to do hatchet jobs in the U.S. I had heard sometimes FBI or DEA have a really tough job that they don’t want to get their own agents killed on, they’ll hire an agent from Mexico to come do the job for $25,000. I thought, «That’s Machete. He would come and do a really dangerous job for a lot of money to him but for everyone else over here it’s peanuts». But I never got around to making it.

В конце сентября 2009 года Трехо заявил об окончании съёмок и о своём участии в следующем проекте Родригеса «Хищники» уже в октябре. Съёмки проходили на студии Родригеса, расположенной в городе Остин, штат Техас.

## Релиз
Первыми странами, где вышел «Мачете» стали Россия (дистрибьютор — «Каскад») и Грузия (2 сентября 2010), в США картина вышла в широкий прокат 3 сентября 2010 года, прокатчиком является компания 20th Century Fox.
30 сентября 2010 фильм поступил в продажу на DVD и Blu-Ray (издатель «Columbia\Sony»). Издание, выпущенное в России, не содержит оригинальной аудиодорожки.
За первую неделю проката фильм собрал 12 млн 375 тыс. 424 долларов, с 1 млн 75 тыс. 424 долларов в России.

## Факты
- 5 мая 2010 года в Интернете появился трейлер, выпущенный в честь национального мексиканского праздника Cinco de Mayo[15].
- Дэнни Трехо уже играл персонажа с именем Мачете в киносерии Роберта Родригеса «Дети Шпионов», в которой одного из главных персонажей играл Дэрил Сабара, исполнивший роль Хулио в «Мачете»[16].
- В фильме есть отсылка к фильму-короткометражке «Они звали её одноглазой».
- В фильме выясняется, что дата рождения Мачете Кортеса (на основании базы данных американских спецслужб) — 16 мая 1944 года, это дата рождения Дэнни Трехо.
- Когда агент Сартана открывает досье на Мачете, то в графе «другие имена» значится имя Навахас — так звали персонажа Трехо в «Отчаянном», и имя Кучильо — так звали персонажа Трехо в «Хищниках» Нимрода Антала.
- Перед тем как выписаться из больницы и выступить перед репортёрами, сенатор Маклафлин произносит фразу «Шоу начинается!», что является отсылкой к одноимённому фильму, в которой Роберт Де Ниро играл одну из главных ролей.

## Критика
На сайте-агрегаторе Rotten Tomatoes фильм получил 70 % «свежести» со средним рейтингом 6,33/10, что основано на 195 отзывах критиков. Критики сайта считают: «Мачете беспорядочен, жесток, поверхностен и безвкусен — и именно в этом суть одного из самых лучших мультяшных фильмов лета». На Metacritic рейтинг фильма составляет 60 баллов из 100, что основано на 29 рецензиях критиков, выражающих «смешанные или средние отзывы».
Джессика Альба получила премию «Золотая малина» за худшую женскую роль второго плана, наряду с другими своими ролями в фильмах «Убийца внутри меня», «Знакомство с Факерами 2» и «День святого Валентина».